# Universidad de Montemorelos
La Universidad de Montemorelos (UM) es una institución educativa privada de inspiración adventista, fundada en 1942. El Campus UM se encuentran localizado en la ciudad de Montemorelos, a 80 kilómetros  al sur de la ciudad de Monterrey, capital del estado de Nuevo León, en el noreste de México.

## Historia
La Universidad de Montemorelos fue creada mediante la Resolución Oficial del Ejecutivo del Gobierno del Estado Libre y Soberano de Nuevo León, México, publicada el 5 de mayo de 1973, y goza de pleno Reconocimiento de Validez Oficial de Estudios (RVOE) para las carreras y programas educativos que ofrece. Está registrada en la Dirección General de Profesiones ante la Secretaría de Educación Pública (SEP) y Dirección General de Estadística con la clave 19MSU1017U, por lo que los títulos profesionales de sus egresados obtienen el registro oficial de esa dependencia y derivan en la obtención de la Cédula Profesional correspondiente para ejercer la profesión en la República Mexicana.

### Rectores
| Nombre del Rector                                                                                   | Tiempo en el cargo                   | Notas                                                                                       |
| Escuela Agrícola Industrial Mexicana                                                                | Escuela Agrícola Industrial Mexicana | Escuela Agrícola Industrial Mexicana                                                        |
| --------------------------------------------------------------------------------------------------- | ------------------------------------ | ------------------------------------------------------------------------------------------- |
| Lic. Alfred G. Parfitt                                                                              | 1942-1945                            |                                                                                             |
| Lic. Rafael Muñoz y N.                                                                              | 1945-1947                            |                                                                                             |
| Lic. H. A.Habenicht                                                                                 | 1947-1950                            |                                                                                             |
| Colegio Vocacional y Profesional de Montemorelos (COVOPROM)                                         |                                      |                                                                                             |
| Lic. Horacio Hernández y Aguirre                                                                    | 1950-1951                            |                                                                                             |
| Lic. Carl F. Montgomery                                                                             | 1951-1956                            |                                                                                             |
| Lic. F. G. Drachenberg                                                                              | 1956-1958                            |                                                                                             |
| Lic. Carl D. Christensen                                                                            | 1958-1960                            |                                                                                             |
| Lic. Carlos R. Taylor                                                                               | 1960-1966                            |                                                                                             |
| Mtro. Therlow J. Harper                                                                             | 1966-1973                            |                                                                                             |
| Universidad de Montemorelos                                                                         |                                      |                                                                                             |
| Mtro. Therlow J. Harper                                                                             | 1973-1975                            |                                                                                             |
| Dr. José Luis Muñoz                                                                                 | 1975-1976                            |                                                                                             |
| Mtro. Jaime Castrejón Sánchez                                                                       | 1976-1981                            |                                                                                             |
| Mtro. Daniel Martínez Cruz                                                                          | 1981-1986                            |                                                                                             |
| Dr. Ismael Castillo Osuna                                                                           | 1986-1991                            | *Electo por la junta de gobierno de la división inter-americana para un quinquenio.         |
| Dr. Ismael Castillo Osuna                                                                           | 1991-1996                            | *1a. reelección por la junta de gobierno de la división inter-americana para un quinquenio. |
| Dr. Ismael Castillo Osuna                                                                           | 1996-2001                            | *2a. reelección por la junta de gobierno de la división inter-americana para un quinquenio. |
| Dr. Ismael Castillo Osuna                                                                           | 2001-2006                            | *3a. reelección por la junta de gobierno de la división inter-americana para un quinquenio. |
| Dr. Ismael Castillo Osuna                                                                           | 2006-2011                            | *4a. reelección por la junta de gobierno de la división inter-americana para un quinquenio. |
| Dr. Ismael Castillo Osuna                                                                           | 2011-2016                            | *5a. reelección por la junta de gobierno de la división inter-americana para un quinquenio. |
| Dr. Ismael Castillo Osuna                                                                           | 2016-2021                            | *6a. reelección por la junta de gobierno de la división inter-americana para un quinquenio. |
| Dr. Ismael Castillo Osuna                                                                           | 2021-2026                            | *7a. reelección por la junta de gobierno de la división Inter-americana para un quinquenio. |
| *Nota: Rectores desde 1942, de acuerdo a los archivos históricos de la Universidad de Montemorelos. |                                      |                                                                                             |

## Carreras profesionales
La Universidad de Montemorelos ofrece cerca de 40 opciones educativas, desde bachillerato hasta posgrados incluyendo grados en medicina, enfermería, nutrición, administración, artes, ingeniería, arquitectura y varias otras disciplinas, además cuenta con conservatorio de música, instituto de idiomas, educación continua y educación en línea. A continuación se muestra un listado de las disciplinas más importantes:

### Licenciaturas
- Artes y Comunicación
  - Arquitectura
  - Artes Visuales
  - Comunicación y Medios
  - Diseño de Comunicación Visual

- Educación
  - Ciencias Naturales
  - Ciencias Sociales
  - Inglés
  - Lenguaje y la Comunicación
  - Matemáticas
  - Educación Preescolar
  - Educación Primaria

- Empresariales y Jurídicas
  - Administración y Negocios Internacionales
  - Contaduría Pública
  - Derecho

- Salud
  - Enfermería
  - Cirujano Dentista
  - Médico Cirujano
  - Nutrición y Estilo de Vida
  - Tecnología Dental
  - Químico Clínico Biólogo
  - Terapia Física y Rehabilitación

- Teología

- Ingeniería y Tecnología
  - Electrónica y Telecomunicaciones
  - Industrial y de Sistemas
  - Sistemas Computacionales
  - Gestión de Tecnologías de la Información

- Psicología
  - Psicología Clínica
  - Psicología Educativa

- Escuela de Música
  - Música

### Posgrados
- Administración
  - Maestría en Gestión de Capital Humano
  - Maestría en Finanzas
  - Maestría en Mercadotecnia
  - Maestría en Administración de Negocios
  - Doctorado en Administración de Negocios

- Psicología
  - Maestría en Consejería Familiar
  - Maestría en Terapia Familiar
  - Doctorado en Consejería Familiar

- Salud
  - Maestría en Salud Pública

- Ingeniería y Tecnología
  - Maestría en Redes y Seguridad

- Educación
  - Maestría en Educación con acentuación en Gestión Docente
  - Maestría en Gestión Curricular
  - Maestría en Educación con acentuación en Gestión Educativa
  - Maestría en Educación con acentuación en Tecnología Educativa
  - Doctorado en Educación

## Acreditaciones

### Institucionales
- FIMPES (Federación de Instituciones Mexicanas Particulares de Educación Superior)
- AAA (Asociación de acreditación de las escuelas, colegios, y universidades Adventistas del Séptimo Día)

### Por disciplinas
- Medicina
  - COMAEM (Consejo Mexicano para la Acreditación de la Educación Médica)
- Enfermería
  - COMACE (Consejo Mexicano de Acreditación y Certificación de Enfermería)
- Contaduría Pública
  - CACECA (Consejo de Acreditación en Ciencias Administrativas, Contables y Afines
- Nutrición 
  - CONCAPREN (Consejo Nacional para la Calidad de Programas Educativos en Nutriología, A. C.)
- Psicología
  - CNEIP (Consejo Nacional para la Enseñanza e Investigación en Psicología)

## Afiliaciones
- ANUIES (Asociación Nacional de Universidades e Instituciones de Educación Superior)

## Membresías
- AMFEM (Asociación Mexicana de Facultades y Escuelas de Medicina)
- FEPAFEM (Federación Panamericana de Facultades y Escuelas de Medicina)
- FENAFEE (Federación Nacional de Facultades y Escuelas de Enfermería)
- FEMAFEE (Federación Mexicana de Facultades y Escuelas de Enfermería)
- AMMFEN (Asociación Mexicana de Miembros de Facultades y Escuelas de Nutrición)
- ANFECACA (Asociación Nacional de Facultades y Escuelas de Contaduría y Administración)
  - Además, figura en el directorio de Facultades y Escuelas de Medicina de la Organización Mundial de la Salud (OMS)

## Convenios de colaboración
- Universidad Andrews, Berrien Springs, Michigan, Estados Unidos
- Universidad Loma Linda, Loma Linda California, Estados Unidos
- Universidad Walla Walla, College Place, Washington, Estados Unidos
- Universidad de Navojoa, Navojoa, Sonora, México
- Universidad Linda Vista, Pueblo Nuevo, Solistahuacán, Chiapas, México
- Sindicato de Profesores del Colegio de Bachilleres de Tabasco, Villahermosa, Tabasco, México
- Seminario Adventista de Cuba, La Habana, Cuba
- Universidad Adventista de Colombia, Medellín, Colombia
- Universidad Adventista de Centro América, Alajuela, Costa Rica
- Universidad Adventista de Venezuela, Nirgua, Yaracuy, Venezuela
- Universidad Adventista Dominicana, Sonador, Bonao, República Dominicanas
- Universidad Adventista de Haití, Puerto Príncipe, Haití